# Jumbotron

En jumbotron, nogle gange omtalt som jumbovision, er en videoskærm, der bruger storskærms-tv-teknologi (videovæg). Den originale teknologi blev udviklet i begyndelsen af 1980'erne af Mitsubishi Electric  og Sony, som opfandt JumboTron som et varemærke i 1985. Mitsubishi Electric solgte deres version af teknologien som Diamond Vision . Det bruges typisk på sportsstadioner og koncertsteder til at vise nærbilleder af en begivenhed eller endda andre sportsbegivenheder, der finder sted samtidigt,   såvel som udendørs offentlige steder (såsom Times Square, for eksempel). 